# Mörk galax
En mörk galax är en hypotetisk galax utan (eller med väldigt få) stjärnor. Den har fått sitt namn eftersom den inte har några synliga stjärnor men kan vara detekterbar om den innehåller betydande mängder gas. Astronomer har länge teoretiserat om existensen av mörka galaxer, och exempel på möjliga mörka galaxer är Dragonfly 44 och Smiths moln.
Mörka galaxer skiljer sig från intergalaktiska gasmoln orsakade av galaktisk tidvattenväxelverkan, eftersom dessa gasmoln inte innehåller mörk materia; därför kvalificerar sig dessa tekniskt sett inte som galaxer. Att skilja mellan intergalaktiska gasmoln och galaxer är svårt, då de flesta kandidatgalaxer för mörka galaxer visar sig vara tidvattengasmoln. De bästa kandidatgalaxerna för mörka galaxer hittills (2025) är HI1225+01, AGC229385, AC G185.0-11.5 (den senaste och mest lovande kandidaten hittills), och ett flertal gasmoln som upptäckts vid studier av kvasarer.
Den 25 augusti 2016 rapporterade astronomer att Dragonfly 44 nästan helt består av mörk materia. Detta är en ultradiffus galax (UDG) med Vintergatans massa men med nästan inga urskiljbara stjärnor eller galaktisk struktur.

## Observationsbevis
Stora kartläggningar med känsliga men lågupplösta radioteleskop som Arecibo- eller Parkes-teleskopet har letat efter 21 cm-emission från atomärt väte i galaxer. Dessa kartläggningar matchas sedan med optiska kartläggningar för att identifiera objekt utan optisk motsvarighet – det vill säga källor utan stjärnor.
Ett annat sätt astronomer kan upptäcka mörka galaxer är genom att leta efter väteabsorptionslinjer i spektra från bakgrundskvasarer. Denna teknik har avslöjat många intergalaktiska moln av väte. Det är dock svårt att följa upp kandidater till mörka galaxer, eftersom dessa källor tenderar att vara för långt borta och ofta optiskt överdränks av det starka ljuset från kvasarerna.

## Mörka galaxers natur

### Ursprung
År 2005 upptäckte astronomer gasmolnet VIRGOHI21 och försökte fastställa vad det var och varför det utövade en så massiv gravitationskraft på galaxen NGC 4254. Efter att i många år ha uteslutit andra möjliga förklaringar har vissa dragit slutsatsen att VIRGOHI21 är en mörk galax.

### Storlek
Den faktiska storleken på mörka galaxer är okänd eftersom de inte kan observeras med optiska teleskop. Det har gjorts olika uppskattningar, allt från dubbelt så stor som Vintergatan till storleken på en liten kvasar. 

### Struktur
Mörka galaxer består enligt teorierna av mörk materia, väte och rymdstoft. Vissa forskare stöder idén att mörka galaxer kan innehålla stjärnor. Ändå är den exakta sammansättningen av mörka galaxer okänd eftersom det inte finns något avgörande sätt att identifiera dem. Astronomer uppskattar dock att gasmassan i dessa galaxer är ungefär en miljard gånger solens massa.

### Metod för att observera mörka objekt
Mörka galaxer innehåller inga synliga stjärnor och är osynliga för optiska teleskop. Arecibo Galaxy Environment Survey (AGES) utnyttjade Arecibo-radioteleskopet för att söka efter mörka galaxer, som förväntas innehålla mätbara mängder neutralt väte. Arecibo-radioteleskopet var användbart där andra inte varit det, på grund av dess förmåga att urskilja emissionen från detta neutrala väte, särskilt längs med 21 cm-linjen.

### Alternativa teorier
Forskare säger att de galaxer vi ser idag började skapa stjärnor efter att först ha varit mörka galaxer. Baserat på ett flertal vetenskapliga påståenden spelade mörka galaxer en stor roll i många av de galaxer som astronomer och forskare ser idag. Martin Haehnel, från Kavli Institute for Cosmology vid University of Cambridge, hävdar att föregångaren till Vintergatan faktiskt var en mycket mindre ljus galax som hade slagits samman med mörka galaxer i närheten för att bilda den Vintergatan vi ser idag. Flera forskare är överens om att mörka galaxer är byggstenar i moderna galaxer. Sebastian Cantalupo vid University of California, Santa Cruz, instämmer med denna teori.
Forskare har också specifika tekniker de använder för att lokalisera dessa mörka galaxer. Dessa tekniker har förmågan att lära oss mer om andra speciella händelser som inträffar i universum, till exempel det kosmiska nätet. Denna "väv" är gjord av osynliga filament av gas och mörk materia som tros genomsyra universum, samt "försörjer och bygger galaxer och galaxhopar där filamenten skär varandra".

## Potentiella mörka galaxer

### SNABB J0139-4328
Denna galax, som ligger 94 miljoner ljusår från jorden, utstrålar minimalt med synligt ljus men är synlig i radiovågor.

### HE0450-2958
HE0450-2958 är en kvasar vid rödförskjutning z=0,285. Bilder från Hubbleteleskopet har visat att kvasaren befinner sig vid kanten av ett stort gasmoln, men ingen värdgalax upptäcktes för kvasaren. Författarna till Hubblestudien föreslog att ett möjligt scenario var att kvasaren befinner sig i en mörk galax. Efterföljande analyser av andra grupper fann dock inga bevis för att värdgalaxen är anomalt mörk eller visade att en normal värdgalax troligen finns. Observationerna stöder därför inte tolkningen av den mörka galaxen.

### HVC 127-41-330
HVC 127-41-330 är ett moln som roterar med hög hastighet mellan Andromeda och Triangelgalaxen. Astronomen Josh Simon anser att detta moln är en mörk galax på grund av dess rotationshastighet och dess förutspådda massa.

### J0613+52
J0613+52 är en möjlig mörk galax, upptäckt med Green Bank Telescope när det av misstag riktades mot fel koordinater. Stjärnor kan möjligen existera inuti den, men ännu (objektet observerades i januari 2024) har inga tydliga analyser för detta tagits fram.

### Nube
Nube upptäcktes år 2023 genom att analysera djupa optiska bilder av ett område i Stripe 82. På grund av dess låga ljusstyrka på ytan klassificeras Nube som en "nästan mörk galax".

### Smiths moln
Smiths moln är en kandidat till att vara en mörk galax. Detta är på grund av dess beräknade massa och överlevnaden av möten med Vintergatan.

### VIRGOHI21
VIRGOHI21 upptäcktes ursprungligen år 2000 och tillkännagavs i februari 2005 som en god kandidat till att vara en äkta mörk galax. Den upptäcktes i 21 cm-kartläggningar och misstänktes vara en möjlig kosmisk partner till galaxen NGC 4254. Denna ovanligt utformade galax verkar vara en partner i en kosmisk kollision. Den verkade uppvisa dynamik som överensstämmer med en mörk galax (men stämmer inte med förutsägelserna i teorin om modifierad newtonsk dynamik, MOND). Ytterligare observationer visade dock att VIRGOHI21 var ett intergalaktiskt gasmoln som avlägsnat sig från NGC4254 genom en höghastighetskollision. Höghastighetsinteraktionen orsakades av infall i Virgo-hopen.